# Lijst van windmolens in Drenthe
Hier volgt een lijst van windmolens in Drenthe. In Drenthe staan 39 complete windmolens.
| Naam                                | Plaats                 | Gemeente       | Provincie | Type molen            | Functie                    | Maalvaardigheid  | Bezoekmogelijkheid         | Foto |
| ----------------------------------- | ---------------------- | -------------- | --------- | --------------------- | -------------------------- | ---------------- | -------------------------- | ---- |
| Albertdina                          | Noord-Sleen            | Coevorden      | Drenthe   | grondzeiler           | korenmolen                 | maalvaardig      | Ja, zie website            |      |
| De Arend                            | Coevorden              | Coevorden      | Drenthe   | stellingmolen         | korenmolen                 | maalvaardig      | Ja, zie website            |      |
| De Bente                            | Dalen                  | Coevorden      | Drenthe   | stellingmolen         | korenmolen                 | maalvaardig      | Ja, zie website            |      |
| De Berk                             | Barger-Compascuum      | Emmen          | Drenthe   | stellingmolen         | korenmolen                 | draaivaardig     | Ja, Zie website 1website 2 |      |
| De Boezemvriend Molen van De Groeve | De Groeve              | Tynaarlo       | Drenthe   | grondzeiler           | poldermolen                | maalvaardig      | Alleen op afspraak         |      |
| De Eendracht                        | Gieterveen             | Aa en Hunze    | Drenthe   | stellingmolen         | korenmolen                 | maalvaardig      | Ja                         |      |
| Grenszicht                          | Emmer-Compascuum       | Emmen          | Drenthe   | stellingmolen         | korenmolen                 | maalvaardig      | Ja                         |      |
| Korenmolen van Havelte              | Havelte                | Westerveld     | Drenthe   | stellingmolen         | korenmolen                 | maalvaardig      | Ja                         |      |
| Hazewind                            | Gieten                 | Aa en Hunze    | Drenthe   | stellingmolen         | korenmolen                 | maalvaardig      | Ja                         |      |
| De Heidebloem                       | Erica                  | Emmen          | Drenthe   | stellingmolen         | korenmolen                 | maalvaardig      | Ja                         |      |
| De Hondsrug                         | Weerdinge              | Emmen          | Drenthe   | beltmolen             | korenmolen                 | maalvaardig      | Alleen op afspraak         |      |
| De Hoop                             | Norg                   | Noordenveld    | Drenthe   | stellingmolen         | korenmolen                 | maalvaardig      | Ja                         |      |
| De Hoop                             | Sleen                  | Coevorden      | Drenthe   | stellingmolen         | korenmolen                 | maalvaardig      | ja                         |      |
| De Hoop                             | Wachtum                | Coevorden      | Drenthe   | stellingmolen         | korenmolen                 | maalvaardig      | Onbekend                   |      |
| Jan Pol                             | Dalen                  | Coevorden      | Drenthe   | stellingmolen         | korenmolen                 | maalvaardig      | Ja                         |      |
| Jantina Hellingmolen                | Aalden                 | Coevorden      | Drenthe   | beltmolen             | korenmolen                 | maalvaardig      | Onbekend                   |      |
| De Juffer                           | Gasselternijveen       | Aa en Hunze    | Drenthe   | stellingmolen         | korenmolen                 | maalvaardig      | Ja                         |      |
| Molen van Makkum                    | Makkum                 | Midden-Drenthe | Drenthe   | grondzeiler           | korenmolen                 | maalvaardig      | Ja                         |      |
| Nooitgedacht                        | Veenoord               | Emmen          | Drenthe   | stellingmolen         | korenmolen                 | maalvaardig      | Onbekend                   |      |
| Noordenveld                         | Norg                   | Noordenveld    | Drenthe   | stellingmolen         | korenmolen                 | maalvaardig      | Ja                         |      |
| Paiser Meul                         | Peize                  | Noordenveld    | Drenthe   | stellingmolen         | korenmolen                 | maalvaardig      | Ja                         |      |
| Molen van Rolde (naamloos)          | Rolde                  | Aa en Hunze    | Drenthe   | grondzeiler           | korenmolen                 | maalvaardig      | Ja                         |      |
| De Sterrenberg                      | Nijeveen               | Meppel         | Drenthe   | stellingmolen         | korenmolen                 | maalvaardig      | Ja                         |      |
| Tjasker Bollenveen                  | Zeijen                 | Tynaarlo       | Drenthe   | tjasker               | poldermolentje             | maalvaardig      | Ja                         |      |
| Tjasker Grolloo                     | Grolloo                | Aa en Hunze    | Drenthe   | tjasker               | poldermolentje             | maalvaardig      | Ja                         |      |
| Tjasker Meestersveen                | Zeijen                 | Tynaarlo       | Drenthe   | tjasker               | poldermolentje             | maalvaardig      | Ja                         |      |
| Molen van Vledder                   | Vledder                | Westerveld     | Drenthe   | stellingmolen         | korenmolen recreatiewoning | draaivaardig     | Nee                        |      |
| De Vlijt                            | Diever                 | Westerveld     | Drenthe   | stellingmolen         | korenmolen                 | maalvaardig      | Ja, zie website            |      |
| De Vlijt                            | Meppel                 | Meppel         | Drenthe   | stellingmolen         | voorheen korenmolen        | draaivaardig     | Alleen op afspraak         |      |
| De Vlijt                            | Zuidwolde              | De Wolden      | Drenthe   | beltmolen             | korenmolen                 | onttakelde molen |                            |      |
| De Wachter                          | Zuidlaren              | Tynaarlo       | Drenthe   | stellingmolen         | korenmolen/oliemolen       | maalvaardig      | Ja                         |      |
| De Weert                            | Meppel                 | Meppel         | Drenthe   | stellingmolen         | korenmolen                 | maalvaardig      | Ja                         |      |
| De Wieker Meule                     | De Wijk (Drenthe)      | De Wolden      | Drenthe   | stellingmolen         | korenmolen                 | maalvaardig      | Ja                         |      |
| Windmotor Fort                      | Veeningen              | De Wolden      | Drenthe   | Amerikaanse windmotor | poldermolen                | maalvaardig      | Nee                        |      |
| Windmotor Peize                     | Peize                  | Noordenveld    | Drenthe   | Amerikaanse windmotor | poldermolen                | maalvaardig      | Nee                        |      |
| Windmotor Kolderveense Bovenboer    | Kolderveense Bovenboer | Meppel         | Drenthe   | Amerikaanse windmotor | poldermolen                | onbekend         | Nee                        |      |
| Woldzigt                            | Roderwolde             | Noordenveld    | Drenthe   | stellingmolen         | korenmolen oliemolen       | maalvaardig      | Ja                         |      |
| De Zaandplatte                      | Ruinen                 | De Wolden      | Drenthe   | beltmolen             | korenmolen                 | maalvaardig      | Ja                         |      |
| Zeldenrust                          | Zuidbarge              | Emmen          | Drenthe   | stellingmolen         | korenmolen                 | maalvaardig      | Ja                         |      |
| De Zwaluw                           | Hoogeveen              | Hoogeveen      | Drenthe   | stellingmolen         | korenmolen                 | maalvaardig      | Ja                         |      |
| De Zwaluw                           | Oudemolen              | Aa en Hunze    | Drenthe   | grondzeiler           | korenmolen                 | maalvaardig      | Ja                         |      |